# Fylkesväg 765
Fylkesväg 765 (norska: Fylkesvei 765) är en primär fylkesväg i Lierne kommun i Trøndelag fylke i mellersta Norge som går mellan byn Eidet och svenska gränsen vid Grensvika. Vägen är 53,4 kilometer lång och asfalterad. Den passerar bland annat genom byn Mebygda.

## Anslutningar
Fylkesväg 765 ansluter till:
- Fylkesväg 74 (vid Eidet)
- Länsväg 340 i Sverige (vid Grensvika)